# Kostrzyna (góra)
Kostrzyna (906 m n.p.m.) – wzniesienie w Sudetach Środkowych, w Górach Kamiennych.

## Położenie
Wzniesienie położone około 3,2 km na południowy zachód od miejscowości Rybnica Leśna w północno-zachodniej części pasma Gór Suchych.

## Charakterystyka
Jest to wzniesienie o stromym północnym i południowym zboczu z małym stożkiem w części szczytowej z wyraźnie zaznaczonym wierzchołkiem. Zbocze wschodnie w części grzbietowej, stromo opada w dół, a po osiągnięciu około 50 m różnicy poziomu względem wierzchołka, przechodzi w zachodnie zbocze Suchawy (928 m n.p.m.), a zbocze zachodnie opada stromo o 25 m i przechodzi we wschodnie zbocze Włostowej (903 m n.p.m.). Poniżej szczytu u podnóża północnego zbocza na wysokości około 800 m n.p.m. znajduje się Małpia Skałka.

## Budowa geologiczna
Jest to wzniesienie zbudowane ze skał wylewnych – permskich porfirów (trachitów), należących do północnego skrzydła niecki śródsudeckiej.

## Roślinność
Wzniesienie w całości porośnięte jest lasem regla dolnego.

## Ochrona przyrody
Leży na obszarze Parku Krajobrazowego Sudetów Wałbrzyskich.

## Turystyka
Przez szczyt góry przechodzi szlak turystyczny:
- niebieski prowadzący z Mieroszowa do Wałbrzycha.